# Ivica Križanac
Ivica Križanac (nascut el 13 d'abril de 1979 en Split) és un futbolista croata que actualment juga de defensa pel Zenit de Sant Petersburg rus.
El 29 d'agost de 2008 fou titular en el partit de la Supercopa d'Europa que enfrontà el seu equip, el Zenit de Sant Petersburg, contra el Manchester United, i que l'equip rus guanyà per 1 a 2.

## Títols
Al Zenit St. Petersburg:
- Lliga russa de futbol: 2007
- Supercopa russa: 2008
- UEFA Europa League: 2008
- Supercopa d'Europa de futbol: 2008[1]